# Oregon, My Oregon
Oregon, My Oregon (en español: Oregón, mi Oregón) es el himno regional del estado estadounidense de Oregón. Escrita para un concurso musical en 1920, y convertida en la canción oficial del estado en 1927.
La letra original, que se consideraba ampliamente que «transmitía sentimientos racistas», fue actualizada por una ley de la Legislatura de Oregón en 2021.

## Historia
En 1920, la Sociedad de Compositores de Oregón organizó un concurso para seleccionar una canción estatal para Oregón. La canción ganadora, «Oregon, My Oregon», fue una colaboración entre John Andrew Buchanan, autor de la letra, y Henry Bernard Murtagh, compositor de la música. pero más conocido como organista de teatro con formación profesional en la Costa Oeste durante la época del cine mudo.
Tras la selección de la canción, la Sociedad la promocionó realizando presentaciones en espacios de reunión públicos en todo el estado y en escuelas y universidades (el Superintendente de Instrucción Pública del estado había respaldado la canción).
El 12 de febrero de 1927, la canción fue adoptada oficialmente como canción estatal mediante una resolución conjunta de la Legislatura del Estado de Oregón.
En 2009, el legislador Gene Whisnant propuso elegir una nueva canción oficial del estado. En 2017, un proyecto de ley propuesto en la Asamblea Legislativa de Oregón buscó actualizar la letra de la canción para "reflejar la evolución cultural, histórica, económica y social" del estado.

## Descripción
La letra de Buchanan contiene dos temas principales: honrar a los primeros colonos y pioneros de Oregón y elogiar la belleza natural del estado. Murtagh compuso la canción como una marcha en fa mayor. A diferencia de otras dos canciones estatales con nombres similares «Maryland, My Maryland» y «Oregon, My Oregon» no tiene la melodía de «O Tannenbaum».
El 6 de junio de 2021, la Legislatura de Oregón aprobó cambios a la letra de la canción estatal de Oregón.  Amy Donna Shapiro, oregonense, reemplazó «Tierra de los Constructores del Imperio, Tierra del Oeste Dorado; Conquistada y sostenida por hombres libres, la más bella y la mejor» en la primera estrofa por «Tierra de Montañas Majestuosas, Tierra del Gran Noroeste; Bosques y ríos ondulantes, la más grandiosa y la mejor», y «Bendecida por la sangre de los mártires» en la segunda estrofa por «Bendecida por el amor a la libertad».

### Eninglés:[12][13]
| Original | Nuevo (2021 – presente) |
| --- | --- |
| Land of the Empire Builders, Land of the Golden West; Conquered and held by free men, Fairest and the Best Onward and upward ever, Forward and on, and on; Hail to thee, Land of Heroes, My Oregon. Land of the rose and sunshine Land of the summer's breeze; Laden with health and vigor, Fresh from the Western seas. Blessed by the blood of martyrs, Land of the setting sun; Hail to thee, Land of Promise, My Oregon. | Land of Majestic Mountains, Land of the Great Northwest; Forests and rolling rivers, Grandest and the best Onward and upward ever, Forward and on, and on; Hail to thee, Land of Heroes, My Oregon. Land of the rose and sunshine Land of the summer's breeze; Laden with health and vigor, Fresh from the Western seas. Blessed by the love of freedom, Land of the setting sun; Hail to thee, Land of Promise, My Oregon. |

### Enespañol:
| Original | Nuevo (2021 – presente) |
| --- | --- |
| Tierra de los constructores de imperios, Tierra del Oeste Dorado; Conquistada y mantenida por hombres libres, La más justa y la mejor Hacia adelante y hacia arriba siempre, Adelante y adelante, y adelante; Salve a ti, Tierra de Héroes, Mi Oregón. Tierra de rosas y sol Tierra de la brisa del verano; Cargado de salud y vigor, Recién llegado de los mares occidentales. Bendecido por la sangre de los mártires, Tierra del sol poniente; Salve a ti, Tierra Prometida, Mi Oregón. | Tierra de montañas majestuosas, Tierra del Gran Noroeste; Bosques y ríos ondulantes, El más grande y el mejor Hacia adelante y hacia arriba siempre, Adelante y adelante, y adelante; Salve a ti, Tierra de Héroes, Mi Oregón. Tierra de rosas y sol Tierra de la brisa del verano; Cargado de salud y vigor, Recién llegado de los mares occidentales. Bendecido por el amor a la libertad, Tierra del sol poniente; Salve a ti, Tierra Prometida, Mi Oregón. |